# Capian
Capian es una población y comuna francesa, situada en la región de Aquitania, departamento de Gironda, en el distrito de Burdeos y cantón de Cadillac. Produce vino de la AOC Cadillac.

## Demografía
| 564 | 623 | 591 | 669 | 602 | 624 |
| Para los censos de 1962 a 1999 la población legal corresponde a la población sin duplicidades (Fuente: INSEE [Consultar]) |     |     |     |     |     |

## Economía
Viticultura: Château Suau (Capian)